# Thomas H. Jordan

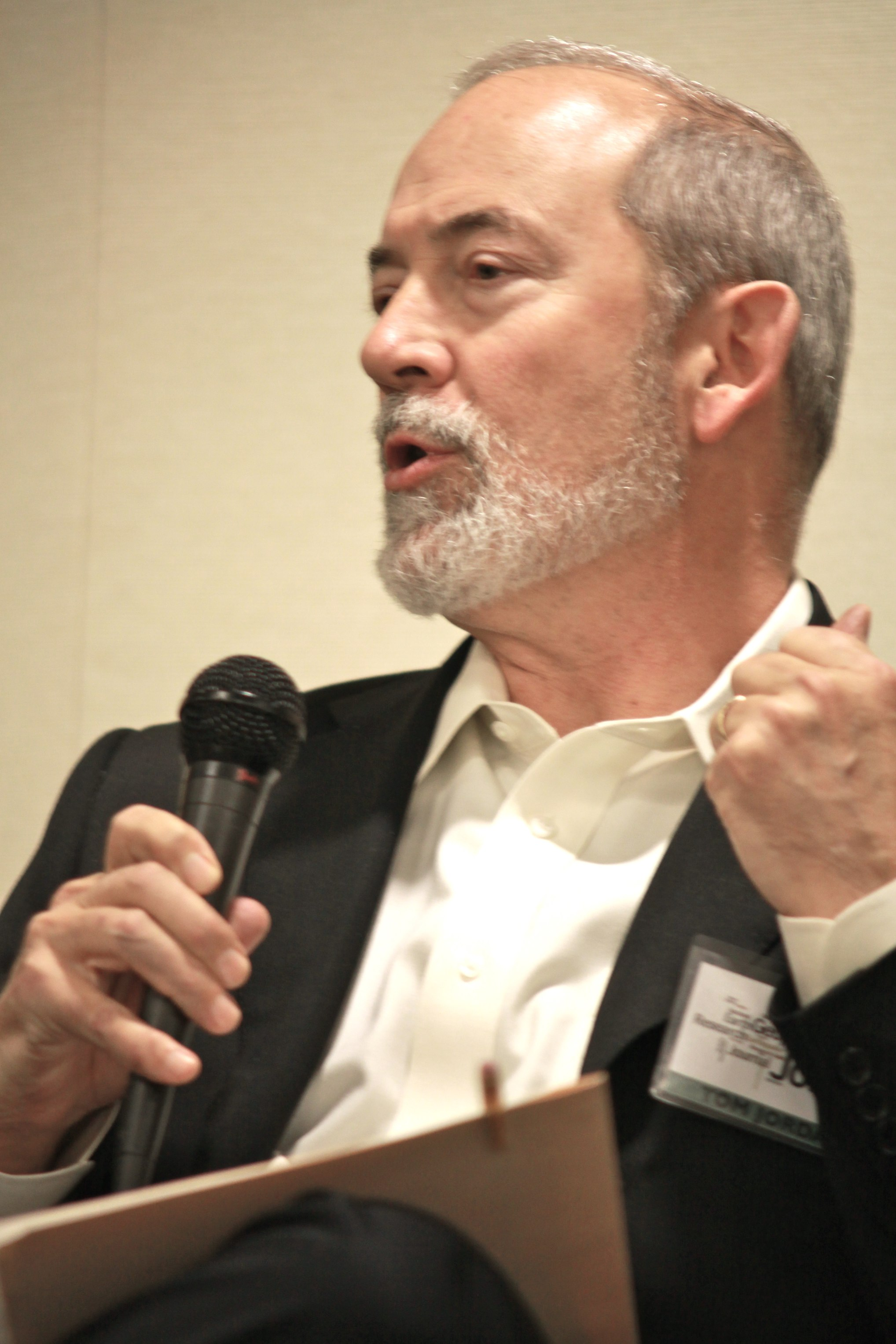
Thomas H. Jordan, 2010

Thomas Hillman „Tom“ Jordan (* 8. Oktober 1948 in Coco Solo, Panamakanalzone) ist ein US-amerikanischer Geophysiker. Er befasst sich mit Erdbeben, mit der Erdstruktur und der Geodynamik. Forschungsgebiete sind die Entstehung und Entwicklung von Kontinenten, Dynamik des Erdmantels und die wissenschaftlich fundierte Voraussage von Naturkatastrophen.
Jordan erwarb am California Institute of Technology einen Bachelor (1969), einen Master (1970) und einen Ph.D. (1972 in Geophysik und angewandter Mathematik). Ebenfalls 1972 erhielt er an der Princeton University eine erste Professur (Assistant Professor), 1975 an der University of California, San Diego und der Scripps Institution of Oceanography. 1977 wurde er ebendort Associate Professor, 1982 erhielt er eine ordentliche Professur. 1980 wurde er Forschungsstipendiat der Alfred P. Sloan Foundation (Sloan Research Fellow). 1984 wechselte er an das Massachusetts Institute of Technology, wo er von 1988 bis 1989 Leiter des Earth, Atmospheric and Planetary Sciences Department war. Seit 2000 ist er Professor an der University of Southern California und Direktor des dortigen Southern California Earthquake Center.
Gemeinsam mit John P. Grotzinger gibt Jordan die Neuauflagen des weitverbreiteten Geologie-Lehrbuchs Understanding Earth von Raymond Siever und Frank Press heraus. 2014 gehörte er zu den meistzitierten Geowissenschaftlern weltweit. Er veröffentlichte rund 250 wissenschaftliche Publikationen (Stand Dezember 2017) und hat einen h-Index von 92 (Stand Oktober 2021).

## Auszeichnungen (Auswahl)
- 1983 James B. Macelwane Medal der American Geophysical Union[3]
- 1983 George P. Woollard Award der Geological Society of America
- 1996 Mitglied der American Academy of Arts and Sciences[4]
- 1998 Mitglied der National Academy of Sciences[5]
- 2002 Mitglied der American Philosophical Society[6]
- 2005 Inge Lehmann Medal der American Geophysical Union[7]
- 2012 Fellow der American Association for the Advancement of Science[8]